# Białe Wilki
Białe Wilki (niem. Weiße Wölfe, serb. Bijeli vukovi) – enerdowsko-jugosłowiański western z 1968 roku w reżyserii Konrada Petzolda. Kontynuacja filmu Na tropie Sokoła. Czwarty z kolei film z serii DEFA-Indianerfilm produkcji DEFA.
Polska premiera odbyła się w lipcu 1970 roku wraz z dokumentem Juliusz Słowacki w Szwajcarii produkcji WFO.

## Fabuła
Opowieść o osadzie pionierskiej na Dalekim Zachodzie, którą próbuje opanować przedsiębiorstwo górnicze. Wynajęci bandyci terroryzują miasteczko, uczciwym osadnikom przychodzą z pomocą Dakotowie pod wodzą Sokoła i Szejeni; ale ich walka jest daremna.

## Obsada
- Gojko Mitić – Sokół
- Karl Sturm – Sokół (głos)
- Horst Schulze – Collins P. Harrington
- Rolf Hoppe – James Bashan
- Helmut Schreiber – Samuel D. Blake
- Barbara Brylska – Catherine Patterson
- Annekathrin Bürger – Catherine Patterson (głos)
- Holger Mahlich – Pat Patterson
- Fred Delmare – Peter Hille
- Gerry Wolff – Josuah McGrave
- Fred Ludwig – John Emerson
- Karl Zugowski – Andy Sleek
- Kurt Kachlicki – Andy Sleek (głos)
- Milivoje Popović-Mavid – Mały Wilk
- Horst Preusker – kapitan Wessels
- Slobodan Dimitrijević – Chytry Lis
- Klaus Piontek – Chytry Lis (głos)
- Slobodan Velimirović – Silna Lewa Ręka
- Norbert Christian – Silna Lewa Ręka (głos)
- Michael Gwisdek – Collins P. Harrington
- Helmut Schreibern – Samuel D. Blake
- Hannes Fischer – Bryde
- Paul Berndt – Bill Myers
- Bruno Carstens – Roy
- Hannes Fischer – Bryde
- Lali Meschi – Kruczowłosa
- Sonja Stokowy – Kruczowłosa (głos)
- Jochen Thomas – Tępy Nóż
- Werner Schulz-Wittan – Tępy Nóż (głos)
- Milan Jablonský – Bad Face
- Lothar Schellhorn – Bad Face (głos)
- Willi Neuenhahn – rzecznik robotników

Źródło:

## Wersja polska
Reżyseria: Jerzy Twardowski

Udział wzięli:
- Tomasz Zaliwski – Sokół
- Witold Kałuski – Collins P. Harrington
- Jerzy Tkaczyk – James Bashan
- Zbigniew Kryński – Samuel D. Blake
- Barbara Brylska – Catherine Patterson
- Marian Glinka – Pat Patterson
- Marek Dąbrowski – Peter Hille
- Krystian Tomczak Josuah McGrave
- Władysław Surzyński – John Emeron
- Wojciech Seidler – Andy Sleek
- Leon Pietraszkiewicz – kapitan Wessels

Źródło: